# Haushaltsplanungssystem
Ein Haushaltsplanungssystem unterstützt die Verwaltung bei der Aufstellung eines Haushaltsplanes und dessen Vollzug.
Die in nahezu allen Kommunen und Bundesländern bestehenden Schwierigkeiten, die Haushalte auszugleichen und Spielräume für örtliche Politik zu erhalten. Dies veranlassten mehr und mehr die Verwaltungen, das Verfahren der Haushaltsplanung und die  Regeln für den Haushaltsvollzug umzugestalten. Als neues Verfahren zur Steuerung der Haushalte wurde daher in vielen Kommunen meist die Budgetierung eingeführt. Unter Budgetierung in Anwendung auf die Kommunalverwaltung versteht man, dass den Fachbereichen oder Fachämtern bestimmte Geldbeträge zur eigenverantwortlichen Bewirtschaftung übergeben werden. Die Fachbereiche werden dadurch stärker als beim ursprünglichen haushaltsrechtlichen Verfahren in die Finanzverantwortung einbezogen mit dem Ziel, eine stärkere Motivation der Mitarbeiter zu einem effektiven und effizienten Einsatz von Ressourcen zu schaffen.
Budgetierung nimmt im kommunalen Reformprozess eine zentrale Rolle ein. Im Planungs-, Steuerungs- und Controllingsystem der Kommune ist die Budgetierung das Managementinstrument zur Koordinierung der Finanz- und Sachziele. Budgetierung bezieht sich dabei auf den gesamten Prozess von Aufstellung und Vollzug des Haushalts.